# Nick Poulos
Pour les articles homonymes, voir Poulos.
 (avril 2008).
Si vous disposez d'ouvrages ou d'articles de référence ou si vous connaissez des sites web de qualité traitant du thème abordé ici, merci de compléter l'article en donnant les références utiles à sa vérifiabilité et en les liant à la section « Notes et références ».
Nick Poulos, interprété par Alex Dimitriades est un personnage de fiction de la série télévisée australienne Hartley, cœurs à vif. Il apparaît durant la première saison (épisodes 1 à 38).

## Biographie de fiction
Considéré comme le personnage principal de la première saison, il a une passion pour le football et la boxe et tombe dès le premier épisode sous le charme de Jodie Cooper. Leur couple est solide, malgré les épreuves. Devenu boxeur professionnel, il meurt d'une rupture d'anévrisme au cours de son premier combat.
Son décès est seulement expliqué dans l'épisode 39 (le premier de la saison 2).